# Христианство в Новой Зеландии
Христианство в Новой Зеландии. Христианство — наиболее распространённая религия Новой Зеландии. Суммарное число последователей различных христианских конфессий составляет более половины населения страны. По данным переписи 2006 года 2,24 миллиона человек, что составляет 55,6 % населения определило себя как христиан

## История
Английские миссионеры-протестанты начали миссионерскую деятельность среди народа маори в 1814 году. Вскоре к миссии подключились и католики. В 1829 году была основана католическая апостольская префектура островов Южного Моря, куда входила и территория Новой Зеландии. Католическая миссия в Новой Зеландии в основном проводилась силами французской конгрегации маристов, SM. В 1836 году они возглавили вновь образованный апостольский викариат Западной Океании. Переселение в Новую Зеландию шотландских колонистов привело к появлению миссионеров-пресвитериан.
Конфессиональный состав новозеландских христиан исторически был тесно связан с национальным составом эмигрантов, переселенцы с английскими и шотландскими корнями и их потомки принадлежали к числу англикан и различных протестантских церквей, ирландцы к числу католиков. Большинство этнических маори в результате миссионерских усилий также принадлежат к одной из христианских деноминаций.

## Статистика
По данным переписи населения Новой Зеландии 2006 года распределение по религиозной принадлежности жителей страны следующее:
| Религия                                                     | Число последователей (2001 год) | Число последователей (2006 год) | Процент населения (2006 год) | Изменение за период 2001—2006 |
| ----------------------------------------------------------- | ------------------------------- | ------------------------------- | ---------------------------- | ----------------------------- |
| Англикане                                                   | 584 793                         | 554 925                         | 13,78 %                      | −5,1 %                        |
| Католики                                                    | 485 637                         | 508 437                         | 12,62 %                      | +4,7 %                        |
| Кальвинисты (Пресвитериане, конгрегационалисты и реформаты) | 431 139                         | 400 839                         | 9.95 %                       | −7,0 %                        |
| Прочие христиане                                            | 192 165                         | 186 234                         | 4.62 %                       | −3,1 %                        |
| Методисты                                                   | 120 546                         | 121 806                         | 1.0 %                        | +1,0 %                        |

Статистика религиозной принадлежности за последние годы показывает стабильную динамику уменьшения числа христиан в Новой Зеландии — с 70 % в 1991 году до 55,6 % в 2006 году. Одновременно растёт число людей, заявивших о непринадлежности к какой-либо религии — в 2006 году таковых было 1 297 104 человека (34,7 %), а в 1991 году число нерелигиозных людей составляло 20 % населения. Вместе с тем ряд религиозных конфессий показал существенный рост численности, связанный как с эмиграционными потоками, так и с демографией. Число православных христиан выросло на 37,8 %, пятидесятников на 17,8 %, католиков на 4,7 %. Существенно уменьшается число англикан и кальвинистов.
Распределение различных христианских церквей по регионам страны имеет ряд особенностей:
- Англиканство широко представлено по всей стране, за исключением южной части Южного Острова. Исторически сильны позиции англиканства в Кентербери (Крайстчерч был основан англиканскими колонистами)
- Католицизм также распространён весьма равномерно, наибольший процент католического населения в регионах Таранаки и Уэст-Кост.
- Пресвитериане, напротив, в основном сосредоточены в южной части Южного острова, что вызвано историческими причинами (Данидин был основан колонистами-пресвитерианами).

| Англиканство (2006) | Католицизм (2006) | Пресвитериане (2006) |
| ------------------- | ----------------- | -------------------- |
|                     |                   |                      |

Проведённый в июне 2007 года опрос показал, что большинство новозеландцев отрицательно относятся к появлению в стране государственной религии. 58% опрошенных заявили, что они против придания христианству статуса государственной религии, а две трети высказались за преподавание в школах курса о мировых религиях.